# Collimonas arenae
Collimonas arenae es una especie de  bacteria gramnegativa del género Collimonas. Fue descrita en el año 2008. Su etimología hace referencia a arena. Es aerobia. Forma colonias planas, traslúcidas y amarillentas tras 2 días de incubación en agar TSB. Catalasa y oxidasa positivas. Se ha aislado de praderas en los Países Bajos.